# Consejería de Acción Exterior y Gobierno Abierto de la Generalidad de Cataluña
La consejería de la Unión Europea y Acción Exterior  es una de las consejerías del Gobierno de Cataluña 2021-2025. Esta consejería fue creada el 16 de enero de 2016 y dentro de sus competencias está la coordinación de la acción exterior y las relaciones exteriores de la Generalidad de Cataluña. El actual titular de esta Consejería es Jaume Duch Guillot. 

## Competencias
El DECRETO 21/2021, de 25 de mayo, de creación, denominación y determinación del ámbito de competencia de los departamentos de la Administración de la Generalidad de Cataluña, establece las competencias de las distintas consejerías de la Generalidad de Cataluña.
Son competencia de la Consejería de Acción Exterior y Gobierno Abierto la coordinación de la acción exterior, las relaciones exteriores y actuación de la Generalidad ante las instituciones de la Unión Europea y otros países. También son competencia la cooperación al desarrollo y el fomento de la paz. Además, esta Consejería tienen competencias en materia de políticas de transparencia y gobierno abierto y procesos electorales. Queda adscrito al Departamento de Acción Exterior y Transparencia el Centro de Estudios de Temas Contemporáneos.

## Consejeros
| Consejería                                                        | Titular                      | Titular      | Partido | Partido | Periodo                                 | Periodo                                 | Generalitat   | Generalitat | Generalitat                |
| Consejería                                                        | Titular                      | Titular      | Partido | Partido | Inicio                                  | Fin                                     | Gobierno      | Presidente  | Presidente                 |
| ----------------------------------------------------------------- | ---------------------------- | ------------ | ------- | ------- | --------------------------------------- | --------------------------------------- | ------------- | ----------- | -------------------------- |
| Asuntos Exteriores, Relaciones Institucionales y Transparencia    | Raül Romeva                  |              | JxSÍ    |         | 14 de enero de 2016                     | 27 de octubre de 2017                   | Puigdemont    |             | Carles Puigdemont          |
| Asuntos Exteriores y de Cooperación                               | Alfonso María Dastis Quecedo |              | PP      |         | Aplicación del artículo 155 en Cataluña | Aplicación del artículo 155 en Cataluña | Rajoy II      |             | Soraya Sáenz de Santamaría |
| Supresión de la consejería                                        |                              |              |         |         | Aplicación del artículo 155 en Cataluña | Aplicación del artículo 155 en Cataluña | Rajoy II      |             | Soraya Sáenz de Santamaría |
| Acción Exterior, Relaciones Institucionales y Transparencia       | Ernest Maragall Mira         |              | ERC     |         | 2 de junio de 2018                      | 23 de noviembre de 2018                 | Torra         |             | Joaquim Torra i Pla        |
| Acción Exterior, Relaciones Institucionales y Transparencia       | Alfred Bosch Pascual         |              | ERC     |         | 23 de noviembre de 2018                 | 10 de marzo de 2020                     | Torra         |             | Joaquim Torra i Pla        |
| Acción Exterior, Relaciones Institucionales y Transparencia       | Bernat Solé Barril           |              | ERC     |         | 10 de marzo de 2020                     | 26 de mayo de 2021                      | Torra         |             | Joaquim Torra i Pla        |
| Acción Exterior, Relaciones Institucionales y Transparencia       | Bernat Solé Barril           | Aragonès (e) | ERC     |         | 10 de marzo de 2020                     | 26 de mayo de 2021                      | Pere Aragonès |             |                            |
| Acción Exterior y TransparenciaAcción Exterior y Gobierno Abierto | Victòria Alsina              |              | JxCat   |         | 26 de mayo de 2021                      | 10 de octubre de 2022                   | Pere Aragonès | Aragonès    |                            |
| Acción Exterior y Unión Europea                                   | Meritxell Serret             |              | ERC     |         | 10 de octubre de 2022                   | 12 de agosto de 2024                    | Pere Aragonès | Aragonès    |                            |
| Unión Europea y Acción Exterior                                   | Jaume Duch Guillot           |              | PSC     |         | 12 de agosto de 2024                    | En el cargo                             | Illa          |             | Salvador Illa              |